# Max Svensson Río
Max Svensson Río (Barcellona, 8 novembre 2001) è un calciatore spagnolo, attaccante del Casa Pia.

## Carriera
Svensson è cresciuto nel settore giovanile dell'Espanyol ed ha debuttato in prima squadra il 16 dicembre 2020 nell'incontro di Coppa del Re vinto 1-0 contro lo Llagostera.

## Statistiche

### Presenze e reti nei club
Statistiche aggiornate al 30 agosto 2024.’’
| Stagione        | Squadra             | Campionato      | Campionato | Campionato | Coppe nazionali | Coppe nazionali | Coppe nazionali | Coppe continentali | Coppe continentali | Coppe continentali | Altre coppe | Altre coppe | Altre coppe | Totale | Totale |
| Stagione        | Squadra             | Comp            | Pres       | Reti       | Comp            | Pres            | Reti            | Comp               | Pres               | Reti               | Comp        | Pres        | Reti        | Pres   | Reti   |
| --------------- | ------------------- | --------------- | ---------- | ---------- | --------------- | --------------- | --------------- | ------------------ | ------------------ | ------------------ | ----------- | ----------- | ----------- | ------ | ------ |
| 2020-2021       | Espanyol B          | SDB             | 26         | 3          |                 | -               | -               |                    | -                  | -                  |             | -           | -           | 26     | 3      |
| 2021-2022       | Espanyol B          | SDR             | 33         | 9          |                 | -               | -               |                    | -                  | -                  |             | -           | -           | 33     | 9      |
| 2020-2021       | Espanyol            | SD              | 2          | 0          | CR              | 2               | 0               |                    | -                  | -                  |             | -           | -           | 4      | 0      |
| 2021-2022       | Espanyol            | PD              | 0          | 0          | CR              | 2               | 0               |                    | -                  | -                  |             | -           | -           | 2      | 0      |
| 2022-2023       | Deportivo La Coruña | PF              | 29         | 5          | CR              | 0               | 0               |                    | -                  | -                  |             | -           | -           | 29     | 5      |
| 2023-2024       | Osasuna B           | PF              | 34         | 9          |                 | -               | -               |                    | -                  | -                  |             | -           | -           | 34     | 9      |
| 2023-2024       | Osasuna             | PD              | 1          | 0          | CR              | 0               | 0               |                    | -                  | -                  |             | -           | -           | 1      | 0      |
| 2024-2025       | Casa Pia            | PL              | 4          | 0          | CP+CdL          | 0               | 0               |                    | -                  | -                  |             | -           | -           | 4      | 0      |
| Totale carriera | Totale carriera     | Totale carriera | 129        | 26         |                 | 4               | 1               |                    | -                  | -                  |             | -           | -           | 133    | 1      |